# 普耶奈
普耶奈（法語：Pouillenay，法語發音：[pujnɛ]）是法国科多尔省的一个市镇，位于该省西部，属于蒙巴尔区。

## 地理
普耶奈（47°30'26"N, 4°28'6"E）面积15.04 平方千米，位于法国勃艮第-弗朗什-孔泰大區科多尔省，该省份为法国中东部省份，北起奥布省，西接涅夫勒省和约讷省，南至索恩-卢瓦尔省，东南接汝拉省，东临上索恩省，东北部与上马恩省接壤。
与普耶奈接壤的市镇（或旧市镇、城区）包括：米西拉福斯、沙塞、奥泽兰河畔弗拉维尼、瑞伊、马尼城、马里尼勒卡韦、马桑日莱瑟米尔、苏埃。

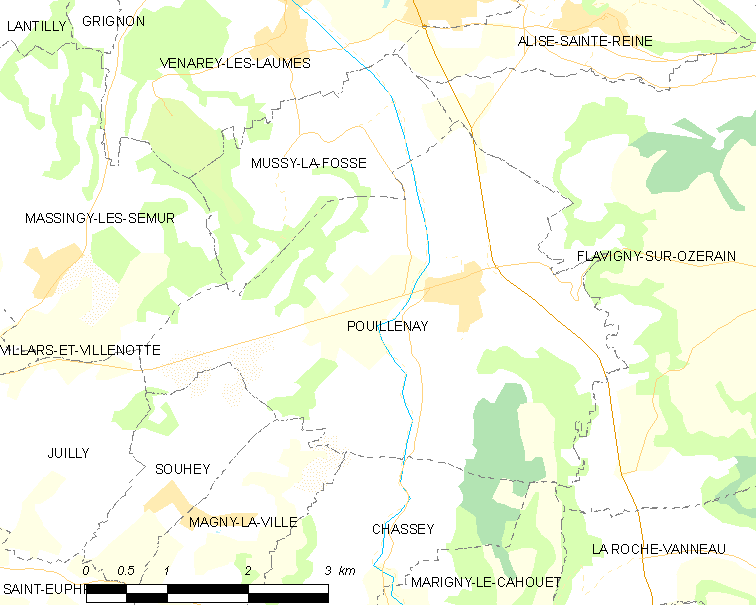
普耶奈的OSM定位图

普耶奈的时区为UTC+01:00、UTC+02:00（夏令时）。

## 行政
普耶奈的邮政编码为21150，INSEE市镇编码为21500。

## 政治
普耶奈所属的省级选区为蒙巴尔县。

## 人口

1962-2008年间普耶奈人口变化图示

普耶奈于2022年1月1日时的人口数量为589人。